# 古川町立細江中学校
古川町立細江中学校（ふるかわちょうりつ　ほそえちゅうがっこう）は、かつて岐阜県吉城郡古川町に存在した公立中学校。

## 概要
- 旧・吉城郡細江村の中学校であった。古川町の学校再編により、1958年に宮城中学校の新設により廃校。
- 校舎は細江小学校に隣接していた。

## 沿革
- 1947年（昭和22年）4月1日 - 細江村に細江村立細江中学校として開校。細江村立数河小学校に併設して数河分校を設置。
- 1949年（昭和24年）4月 - 袈裟丸分校を設置。
- 1956年（昭和31年）4月1日 - 古川町、細江村、小鷹利村と合併し、古川町が発足。同時に古川町立細江中学校に改称する。
- 1958年（昭和33年）3月 - 古川町の中学校再編により、細江中学校校区、細江中学校袈裟丸分校校区、古川中学校〈旧〉校区（一部）を校区とする古川町立宮城中学校の新設により廃校。数河分校は宮城中学校に引き継がれる。

## 袈裟丸分校
- 現在の岐阜県飛騨市古川町袈裟丸1576-3に存在した。
- 1950年4月、細江村立細江中学校袈裟丸分校として開校。袈裟丸小学校に併設されていた。1956年に古川町、細江村、小鷹利村と合併したことにより、古川町立細江中学校袈裟丸分校に改称する。
- 古川町の中学校再編により、1958年3月、宮城中学校の新設により廃校。